# Samatzai
Samatzai – miejscowość i gmina we Włoszech, w regionie Sardynia, w prowincji Sud Sardynia.
Według danych na rok 2004 gminę zamieszkiwało 1745 osób, 56,3 os./km². Graniczy z Barrali, Donori, Guasila, Nuraminis, Pimentel, Serrenti i Ussana.